# نزاع صخور ليانكورت

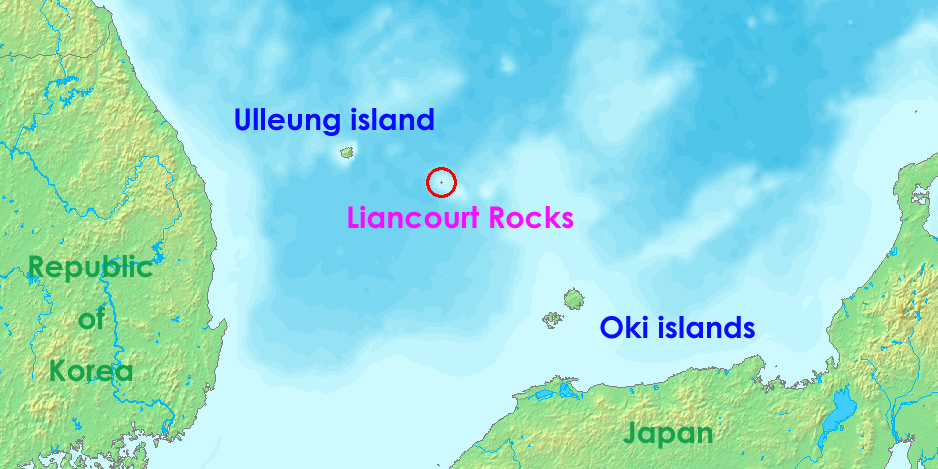
موقع الجزر

نزاع صخور ليانكورت (بالإنجليزية: Liancourt Rocks dispute)‏ هو نزاع إقليمي بين كوريا الجنوبية واليابان. كلا البلدين يطالبون بالسيادة على صخور ليانكورت وهي مجموعة من الجزر الصغير في بحر اليابان. وتساند كوريا الشمالية مطالب جارتها الجنوبية. لحد الآن لم يتوصل الطرفين لأي حل.

## نزاع التسمية
يسمى عند الكوريين لجزر صخور ليانكورت «دوكدو» (هانغل: 독도)، بينما اليابان تصر على تسمية جزر صخور ليانكورت بجزيرة «تاكيشيما» (باليابانية: 竹島)، وكون صخور ليانكورت تحت السيادة الكورية إلا أن القضية أحقية صخور ليانكورت باقية.

## وصلات خارجية
- Liamcourt Rocks/Takeshima/Dokdo/Tokto GlobalSecurity.org
- The Issue of Takeshima Ministry of Foreign Affairs of Japan
- Basic Position of the Government of the Republic of Korea on Dokdo
- الموقع الرسمي لجزيرة دوكدو «صخور ليانكورت»، وزارة الشؤون الخارجية الكورية باللغة العربية.
- صفحة جزيرة تاكيشيما «صخور ليانكورت»، وزارة الخارجية اليابانية باللغة العربية.